# الوفاق الأوروبي
مثّل الوفاق الأوروبي (بالإنجليزية: Concert of Europe)‏ من خلال مرحلتين، توازن السلطة الأوروبي، الأولى من 1815 إلى بداية الستينيات من القرن ذاته، وأما الثانية فمن بداية الثمانينات من القرن التاسع عشر وإلى 1914.
هيمنت على المرحلة الأولى للوفاق الأوروبي والتي تعرف بنظام المؤتمرات (Congress System) أو نظام فيينا (Vienna System) وذلك بعد مؤتمر فيينا 1815-1814 قوى أوروبا العظمى: بروسيا وروسيا وبريطانيا وفرنسا والنمسا. استعملت أكثر أعضاء الوفاق الأوروبي اعتدالاً والتي كانت أيضاً أعضاء التحالف المقدس، هذا النظام لمعارضة الحركات الثورية وإضعاف القوى القومية ودعم توازن السلطة.
بسبب ثورات عام 1848، انهار نظام فيينا وبالرغم من أنه تم التحقق من ثورات الجمهوريين، فإن حقبة الثورات بدأت وتتوجت باتحاد إيطاليا (بواسطة سردينيا) وألمانيا (بواسطة بروسيا) في 1871. قام المستشار الألماني أوتو فون بسمارك (Otto von Bismark) بإعادة بناء الوفاق الأوروبي لتجنب الصراعات التي قد تحدث في المستقبل وتؤدي إلى حروب جديدة. شمل الوفاق الذي بعث من جديد فرنسا وبريطانيا والنمسا وروسيا وإيطاليا، إضافةً إلى ألمانيا التي عملت كقوة قارية رئيسية اقتصادياً وعسكرياً. عزز مؤتمر برلين فكرة ترسيخ السلطة في المناطق المسيطر ذات الصلة المسيطر عليها، إضافةً إلى دعمها للاستعمار. في النهاية، انشق الوفاق الأوروبي إلى الحلف الثلاثي والوفاق الثلاثي واندلعت الحرب العالمية الأولى في 1914.

## نظرة عامة

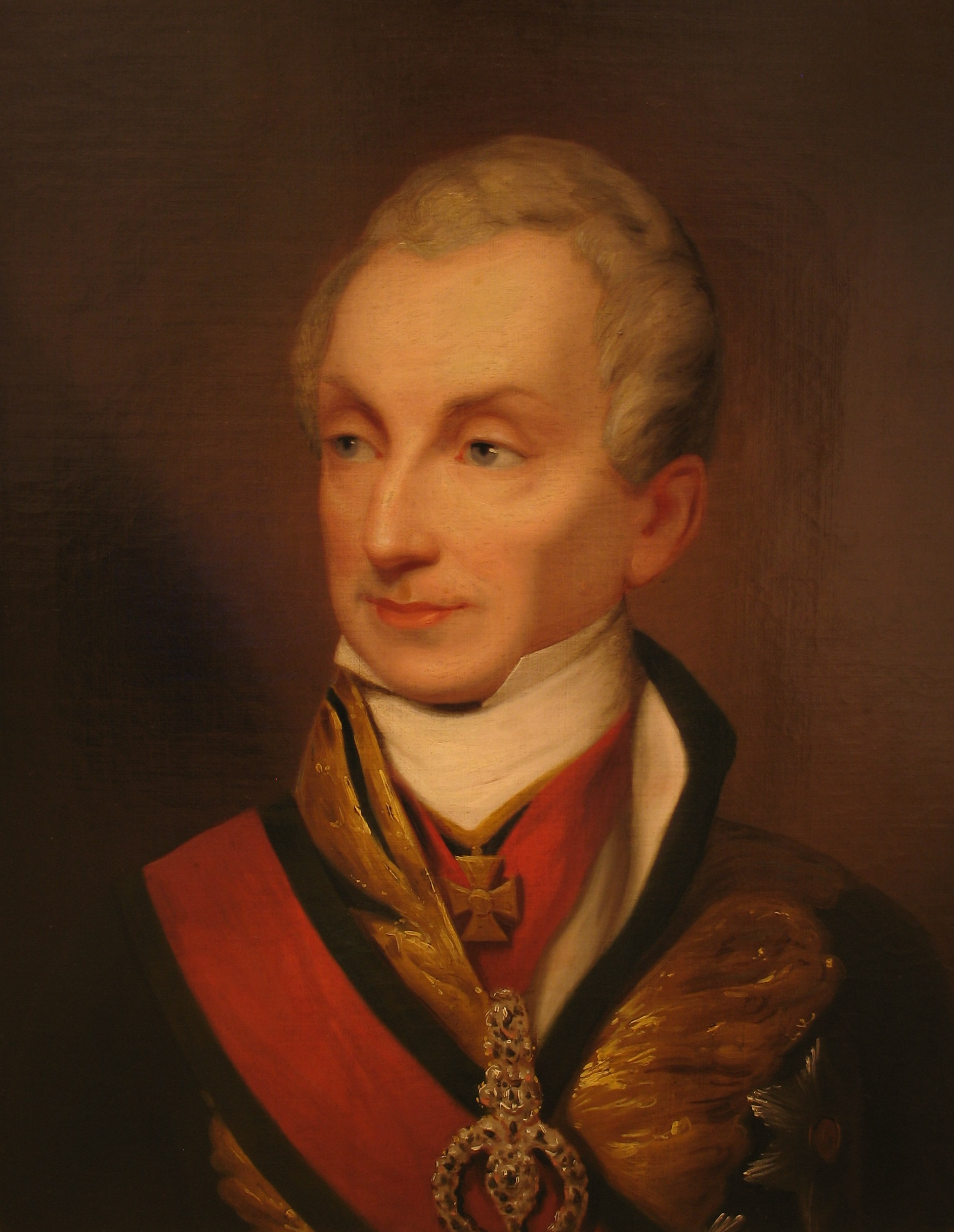
الأمير ميترنخ (Metternich)، مستشار نمساوي وقائد مؤثر في الوفاق الأوروبي.

وصف الوفاق الأوروبي الترتيب الجغرافي السياسي للعالم والذي تمركز حول أوروبا 1914-1814، دائراً حول النظام الجديد للمؤتمر - والذي يشار إليه بنظام فيينا أيضاً. يتم شرح الوفاق الأوروبي عبر مرحلتين مختلفتين: الأولى تبدأ من 1814 وحتى بداية الستينيات من القرن عينه، والثانية من بداية الثمانينيات من القرن التاسع عشر وحتى 1914. توج آخر فشل للوفاق الأوروبي في 1914 بالحرب العالمية الأولى، إذ أدت إليه عدة عوامل بما فيها التحالفات المنافسة وتصاعد النزعة القومية في أوروبا. يمكن ملاحظة الآثار التي بقيت من هذه الإيديولوجية التي تمحور حولها المؤتمر (نظام فيينا) من خلال اتحاد الأمم الذي أعقبها والأمم المتحدة الحالية، وجميع الأمثلة على محاولاتها المختلفة في التعاون الدولي والدبلوماسية.
وُجد الوفاق الأوروبي بواسطة قوى النمسا وبروسيا وروسيا والمملكة المتحدة، والتي كانت هي أعضاء التحالف الرباعي الذي هزم نابليون وإمبراطوريته الفرنسية الأولى. في الوقت المناسب، تأسست فرنسا كعضو خامس للوفاق، ما أدى إلى تشكيل التحالف الخماسي، متبوعاً باستعادة ملكية البوربون. تم الاعتراف لاحقاً بالإمبراطورية العثمانية في الوفاق الأوروبي في 1865 ومعاهدة باريس.
في البداية، كانت الشخصيات الرائدة لهذا النظام هي وزير الخارجية البريطاني لورد كاسلريغ (Lord Castlereagh) والمستشار النمساوي كليمينس فون ميترنخ (Klemens von Metternich) والقيصر الروسي ألكسندر الأول (Alexander I). كانت المسؤولية الكبرى في إعادة البلاد إلى مكانها بجانب القوى الرئيسية الأخرى في الدبلوماسية الدولية، تقع على عاتق تشارلز موريس دو تاليراند-بيريجورد (Charles Maurice de Talleyrand-Périgord)، السفير الفرنسي في بريطانيا.
يعرف عصر الوفاق أحياناً بعصر ميترنخ، ويعود ذلك إلى تأثير النزعة المحافظة للأخير، وهيمنة النمسا في الاتحاد الألماني، أو الاستعادة الأوروبية، بسبب الجهود الرجعية لمؤتمر فيينا لإعادة أوروبا لأبهتها قبل الثورة الفرنسية. تعرف بالألماني (Pentarchie) وبالروسي (ما يعني نظام فيينا) (Венская система, Venskaya sistema).

## تاريخ
كانت فكرة الاتحاد الأوروبي قد نمت بواسطة بعض الشخصيات كغوتفريد ليبنيز (Gottfried Leibniz) ولورد غرينفيل (Lord Grenville).
استند الوفاق الأوروبي، كما تم تطويره من قبل ميترنخ، إلى أفكارهم تلك ولفكرة توازن القوى في العلاقات الدولية، وبذلك تُكبح طموح كل من القوى العظمى بواسطة القوى الأخرى:
كان للوفاق الأوربي، كما بدأ يطلق عليه في وقت ما.. واقع في القانون الدولي، والذي اشتُق من المرسوم الأخير لمؤتمر فيينا. وتعهد بأن الحدود التي أنشأت في 1815، لا يمكن تغييرها من دون موافقة الموقعين الثمانية.

## الثورة الفرنسية
منذ اندلاع الحروب الثورية الفرنسية في 1792 حتى نفي نابليون إلى سانت هيلينا في 1815، كانت أوروبا في حالة حرب مستمرة تقريباً. أدى الغزو العسكري لفرنسا خلال تلك الفترة إلى انتشار الليبرالية في جميع أنحاء القارة، مسفراً بذلك عن أخذ الكثير من الدول بالقانون النابليوني (Napoleonic code). وكردّ فعل لتطرف الثورة الفرنسية، قامت معظم قوى الحروب النابليونية بحل ذاتها لكبح الليبرالية والوطنية، والعودة إلى الوضع السابق لأوروبا في 1789.

## المرحلة الأولى

“ولادة أوروبا من جديد من خلال الجمعية الحاكمة الكبرى في فيينا عام 1814”.

توصف المرحلة الأولى للوفاق الأوروبي بأنها بدأت في 1814 حين عقد مؤتمر فيينا، وانتهت في بداية الستينيات من القرن ذاته، مع الغزو البروسي والنمساوي للدنمارك. تضمنت هذه المرحلة عدداً من المؤتمرات، بما فيها مؤتمر باريس عام 1856، إذ يجادل بعض العلماء بأن هذا المؤتمر مثل قمة الوفاق الأوروبي في نهايته في حرب القرم.

### التحالف المقدس
شكلت مملكة بروسيا وإمبراطوريتي النمسا وروسيا التحالف المقدس (26 سبتمبر 1815) بنية الحفاظ على القيم الاجتماعية المسيحية والمَلَكية التقليدية. انضم فوراً كل عضو في التحالف المناهض للنابليونية للتحالف المقدس، ما عدا المملكة المتحدة، الملكية الدستورية التي تتمتع بفلسفة ليبرالية سياسية. أصبحت القوى العظمى تلتقي بعدها عند نشوء مشكلة. لم ترسل بريطانيا وفرنسا مندوبيها لأنهما عارضتا فكرة التدخل.

### التحالف الرباعي
صدّقت بريطانيا مع ذلك على التحالف الرباعي، الذي تم توقيعه في نفس يوم توقيع معاهدة باريس الثانية للسلام (20 نوفمبر 1815)، إذ أصبح تحالفاً خماسياُ حين انضمت فرنسا إليه في 1818. تم توقيعه أيضاً من قبل القوى الثلاثة ذاتها التي وقعت على التحالف المقدس في 26 سبتمبر 1815.

### اختلافات بين التحالف المقدس والتحالف الرباعي
نشأ الكثير من الجدل بين المؤرخين حول المعاهدة التي كانت أكثر تأثيراً في نمو العلاقات الدولية في أوروبا في العقدين اللذين تليا نهاية الحروب النابليونية. رأى المؤرخ تيم جابمان، إن الاختلافات أكاديمية بعض الشيء، إذ لم تكن القوى مقيدة بشروط المعاهدات وقام العديد منها بكسر الشروط عمداً حيثما ناسبهم ذلك. كان التحالف المقدس من بنات أفكار القيصر ألكسندر الأول. كسب هذا التحالف الكثير من الدعم إذ لم يود معظم ملوك أوروبا إهانة القيصر برفضهم التوقيع عليه، وإذ أنه كان يلزم الملوك شخصياً وليس حكوماتهم، فكان من السهل تجاهله حالما يتم التوقيع عليه. فقط ثلاثة أمراء لم يوقعوا عليه:
البابا بيوس الثالث (إذ لم يكن التحالف كاثوليكياً بما فيه الكفاية) والسلطان محمود الثاني من الإمبراطورية العثمانية والأمير ريجنت البريطاني، لأن حكومة الأخير لم ترد أن ترهن نفسها لجهاز شرطة أوروبا القارية. يرى اللورد كاسلريغ، وزير الخارجية البريطاني عندما كانت بريطانيا في نشأتها، أن التحالف المقدس كان «قطعة من التصوف السامي وهراء في الوقت ذاته». بالرغم من أنه لم يصلح بشكل مريح في شبكة من القوى السياسية المعقدة والساخرة والتي أوجزت دبلوماسية الحقبة ما قبل النابليونية، لكنه تأثيره كان طويلاُ أكثر مما توقع نقاده المعاصرون وتم إحياؤه في العشرينيات من القرن التاسع عشر كوسيلة للقمع عندما لكن تكن شروط التحالف الخماسي مناسبة لأهداف بعض القوى العظمى في أوروبا.
أما التحالف الرباعي فكان، بالمقارنة مع المقدس، معاهدة أساسية. ولم تدعُ القوى الأربع العظمى أياً من حلفائها لتوقيع المعاهدة. كانت الغاية الأولى هي تقييد الموقعين ليدعموا شروط معاهدة باريس الثانية، لعشرين سنة. تضمنت هذه الشروط تزويد الأطراف المتعاقدة اللامعة لـ «تلتقي خلال فترات محددة...للتشاور بمصالحها المشتركة» والتي كانت «ازدهار هذه الأمم، وحفظ السلام في أوروبا». كانت المشكلة في صياغة المادة السادسة للمعاهدة بأنها لم تحدد ماهية هذه «الفترات المحددة» وأن ليست هنالك أية مؤن في المعاهدة عمولة ثابتة لترتيب وتنظيم المؤتمرات، مادل على أن المؤتمر الأول الذي عقد في 1818 تعامل مع القضايا المتبقية من الحروب الفرنسية. لكن بعد ذلك، بدلاً من الاجتماع خلال «فترات محددة»، تم تنظيم الاجتماعات على أساس كل حالة على حدة، ليحددوا تهديدات معينة، كتلك التي كانت تضعها الثورات، وهذا ما لم تكن المعاهدة معدة له.

### التحالف الخماسي
تشكل التحالف الخماسي في أكتوبر 1818 عندما انضمت فرنسا للتحالف الرباعي، مع معاهدة إكس-لا-شابيل. كانت فرنساهي العضو الخامس لهذا التحالف، إذ بات يشمل فرنسا وروسيا وبروسيا والنمسا وبريطانيا العظمى.

## المرحلة الثانية
توصف المرحلة الثانية للوفاق الأوروبي بانها بدأت في بداية الثمانينيات مع محاولة أخرى للتحالفات التي يقودها بالدرجة الأولى المستشار الألماني بسمارك. انتهت هذه المرحلة في 1914 إذ أٍسفرت عن اندلاع الحرب العالمية الأولى.
تم تكوين التحالف الثلاثي (الذي تألف من ألمانيا والنمسا-هنغاريا وإيطاليا) والتحالف الثلاثي المنافس (الذي تألف من فرنسا وروسيا وبريطانيا العظمى) في نهاية المرحلة الثانية من الوفاق الثلاثي. كان هذان التحالفان العاملين الرئيسيين في تأليب القوى الأوروبية ضد بعضها البعض، مساهماً بذلك في عدم استقرار بلقان (Balkan) في يوغوسلافيا السابقة، وفي اندلاع الحرب العالمية الأولى أيضاً.

## المؤتمرات

### مؤتمر فيينا 1814
بدأ الوفاق الأوروبي مع مؤتمر فيينا 1815-1814، والذي أُعد للجمع بين «القوى الكبرى» لتمنح السياسة الأوروبية الجغرافية استقراراً بعد هزيمة نابليون في 1814-1813 وتحتوي السلطة الفرنسية بعد الحرب التي أعقبت الثورة الفرنسية. عُقد مؤتمر فيينا من نوفمبر 1814 حتى يونيو 1815 في فيينا، النمسا. وجمع بين ممثلي أكثر من 200 دولة أوروبية. خلق هذا المؤتمر نظاماً عالمياً جديداً والذي اعتمد على إيديولوجيتين رئيسيتين: استعادة توازن القوى في أوروبا وحمايته، وحفظ السلام والاستقرار في أوروبا والذي يع على عاتق «القوى العظمى» كمسؤولية جماعية.

### مؤتمر إكس-لا-شابيل 1818
شكل مؤتمر اكس-لا-شابيل التحالف الخماسي بإضافة فرنسا إلى التحالف الرباعي، والذي كان يشمل بريطانيا العظمى والنمسا وبروسيا وروسيا قبل ذلك. إذ سمحت المادة الخامسة من التحالف الرابع بذلك، وأدى ذلك إلى نهاية احتلال فرنسا.

### مؤتمر تروبو 1820
عقد مؤتمر تروبو في مدينة تروبو في النمسا، بشراكة قوى التحالف الخماسي العظمى (روسيا وبروسيا والنمسا وفرنسا وبريطانيا العظمى) لمناقشة الثورة النابليونية في نابولي وقمعها، إذ جعلت الملك فرديناند الأول يوافق على حكم ملكي دستوري – والذي كان مشهوداً في بروسيا والنمسا كتهديد لليبرالية. حضرت قوى أخر بهذا المؤتمر منها إسبانيا ونابولي وصقلية. وتم توقيع بروتوكول تروبو فيه والذي نص على التالي: إذا كانت الدول التي سبق أن خضعت لتغيير حكومي بسبب ثورة ما، تهدد دولاً أخرى، فسوف لن تكون هذه الدول أعضاء في التحالف الأوروبي إذا كان إقصائها سيساعد في حفظ القانون والاستقرار. إضافة لذلك، تُلزَم قوى التحالف بإعادة الدولة التي تم إقصائها، إلى التحالف بسلم أو بواسطة الحرب.

### مؤتمر لايباخ 1821
عقد مؤتمر لايباخ 1821 في مدينة لايباخ في سلوفينيا، بين قوى التحالف المقدس (روسيا وبروسيا والنمسا) لغرض مناقشة الغزو النمساوي واحتلال نابولي كي يتم قمع الثورة النابليونية. حضرت هذا المؤتمر قوى أخرى أيضا كنابولي وصقلية وبريطانيا العظمى وفرنسا. وضح مؤتمر لايباخ بداية التوتر الحاصل في الوفاق الأوروبي، بين القوى الشرقية لروسيا وبروسيا والنمسا، ضد القوى الغربية لبريطانيا وفرنسا.

### مؤتمر فيرونا 1822
عُقد مؤتمر فيرونا في فيرونا، إيطاليا، بين قوى التحالف الخماسي (روسيا وبروسيا والنمسا وفرنسا وبريطانيا العظمى)، وإسبانيا وصقلية ونابولي. تناول هذا المؤتمر قضية الثورة الإسبانية 1820. وافقت روسيا وبروسيا والنمسا على دعم التدخل الفرنسي المخطط له، بإسبانيا، فيما عارضت بريطانيا العظمى ذلك. تطلع هذا المؤتمر أيضا إلى تناول الثورة اليونانية ضد تركيا، لكن بسبب معارضة بريطانيا العظمى والنمسا للتدخل الروسي في البلقان، انتهى الأمر بمؤتمر فيرونا بعدم العمل على هذه القضية.